# De veelgelovende koningsdochter
De veelgelovende koningsdochter is een sprookje uit Friesland.

## Het verhaal
Een koningsdochter wil trouwen met een man die haar iets kan vertellen wat ze niet gelooft, maar hij zal onthoofd worden als ze zijn verhaal wel gelooft. Er zijn al vele prinsen gedood en de hoofden staan op de ijzeren punten van het hek. Er komt een soldaat naar de stad en deze vertelt in de hemel te zijn geweest. Hij wilde terug naar de aarde en vroeg een man die stro tot haksel maakt of hij de weg kent. Hij ziet een luik met een gat, maar wil er niet door. Dan laat de man een hoop stro zien, zo fijn als stof.
Door dit aan elkaar te knopen, maakt de soldaat een ladder en klimt naar beneden. De ladder is te kort en hij snijdt het koord door en laat het bovenste deel vallen en klimt verder omlaag. Hij moet nog een grote sprong maken en hij schiet ver de grond in. Na lange tijd komt er een vos voorbij en hij trekt hem aan zijn staart uit de grond, maar dan schiet hij het lichaam van het dier in door de kracht. De prinses gelooft alles en hoort dat de soldaat in de buik van de vos bij een kerk kwam en daar preekt de dominee over de prinses die een hoer zou zijn. De prinses zegt dat dit niet waar is en moet met de soldaat trouwen.

## Achtergronden
- Er zijn veel soortgelijke sprookjes. In varianten moet de vrijer de prinses laten lachen zoals in De gouden gans, of moeten onmogelijke opdrachten worden vervuld (bijvoorbeeld De zes dienaren).
- Vergelijk ook De dorsvlegel uit de hemel.
- De soldaat komt in veel sprookjes voor, hij neemt het eigen lot in handen en dit loopt uiteindelijk goed af. Zie ook Met z'n zessen de hele wereld rond (KHM71), Vrolijke Frans (KHM81), De roetzwarte broer van de duivel (KHM100), Berenpels (KHM101), Het blauwe licht (KHM116), De stukgedanste schoentjes (KHM133), De laars van buffelleer (KHM199) en De avonturen van een soldaat.